# Quintin Laing
Quintin Laing (* 8. Juni 1979 in Harris, Saskatchewan) ist ein ehemaliger kanadischer Eishockeyspieler und derzeitiger -trainer, der im Verlauf seiner aktiven Karriere zwischen 1996 und 2014 unter anderem annähernd 750 Spiele in der American Hockey League (AHL) auf der Position des linken Flügelstürmers bestritten hat. Darüber hinaus absolvierte Laing weitere 79 Partien für die Chicago Blackhawks und Washington Capitals in der National Hockey League (NHL).

## Karriere

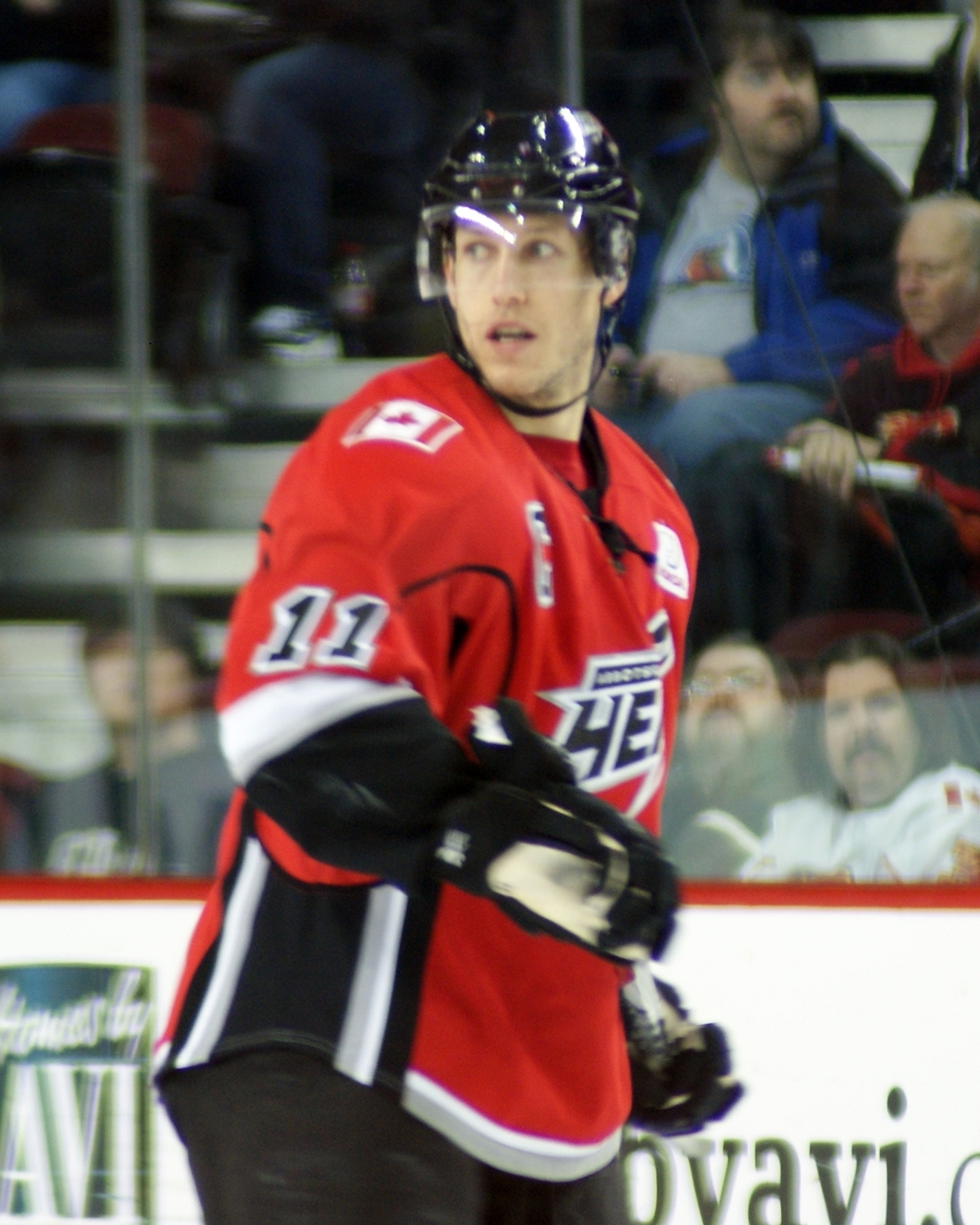
Laing im Trikot der Abbotsford Heat (2011)

Laing begann seine Karriere bei den Kelowna Rockets in der kanadischen Juniorenliga Western Hockey League (WHL), bevor er beim NHL Entry Draft 1997 in der vierten Runde an 102. Stelle von den Detroit Red Wings aus der National Hockey League (NHL) ausgewählt wurde.
Allerdings stand der Linksschütze niemals für das Franchise aus Michigan in der NHL auf dem Eis, da er sich mit den Red Wings nicht auf einen Vertrag einigen konnte und daher als Free Agent zu den Chicago Blackhawks wechselte. Für die Blackhawks absolvierte Laing in der Saison 2003/04 seine ersten Einsätze in der höchsten nordamerikanischen Profispielklasse, die restliche Zeit verbrachte er ausschließlich bei den Norfolk Admirals, dem damaligen Farmteam der Blackhawks in der American Hockey League (AHL). Im Sommer 2006 wechselte Quintin Laing in die Organisation der Washington Capitals, wo er ab der Saison 2007/08 zunächst regelmäßig in der NHL auf dem Eis stand. Zu Beginn der Spielzeit 2008/09 wurde der Angreifer zunächst zum Farmteam Hershey Bears in die AHL zurückgeschickt, mit denen er am Ende der Saison den Calder Cup gewann.
Im November 2010 holten ihn die Abbotsford Heat mit einem Probevertrag in ihre Organisation. Zum Jahresbeginn 2011 beförderte ihn das Management zum dritten Mannschaftskapitän der Teamgeschichte nach Brett Palin und Garth Murray. Als er Anfang Juli 2011 zum Free Agent geworden war, sicherten sich die Calgary Flames seine Dienste und brachte ihn zur Vertragsunterschrift für zwei Jahre. Er spielte in diesem Zeitraum aber weiterhin ausschließlich für deren Kooperationspartner in Abbotsford. Seine aktive Karriere ließ der Stürmer in der Saison 2013/14 bei Sparta Sarpsborg in der norwegischen GET-ligaen ausklingen.
Nach seinem Karriereende pausierte Laing mehrere Jahre, bevor er zur Spielzeit 2021/22 von seinem ehemaligen Juniorenteam Kelowna Rockets als Assistenztrainer vorgestellt wurde.

## Erfolge und Auszeichnungen
- 2009 Calder-Cup-Gewinn mit den Hershey Bears
- 2013 Teilnahme am AHL All-Star Classic

## Karrierestatistik
(Legende zur Spielerstatistik: Sp oder GP = absolvierte Spiele; T oder G = erzielte Tore; V oder A = erzielte Assists; Pkt oder Pts = erzielte Scorerpunkte; SM oder PIM = erhaltene Strafminuten; +/− = Plus/Minus-Bilanz; PP = erzielte Überzahltore; SH = erzielte Unterzahltore; GW = erzielte Siegtore; 1 Play-downs/Relegation; Kursiv: Statistik nicht vollständig)